# 점 확산 함수
점 확산 함수(Point spread function, PSF)는 점원(point source) 또는 점 물체에 대한 초점 광학 이미징 시스템의 반응을 설명한다. PSF에 대한 보다 일반적인 용어는 시스템의 임펄스 응답이다. PSF는 집속 광학 이미징 시스템의 임펄스 응답 또는 임펄스 응답 함수(IRF)이다. 많은 상황에서 PSF는 공간 충격으로 간주되는 단일 점 객체를 나타내는 이미지의 확장된 얼룩으로 생각할 수 있다. 기능적인 측면에서 이는 이미징 시스템의 OTF(광 전달 함수)의 공간 영역 버전(즉, 역 푸리에 변환)이다. 이는 푸리에 광학, 천문 촬영, 의학촬영, 전자현미경 및 3D 현미경(예: 공초점 레이저 스캐닝 현미경) 및 형광현미경과 같은 기타 이미징 기술에 유용한 개념이다.
이미징 시스템에 대한 점 물체 이미지의 퍼짐(흐림) 정도는 이미징 시스템의 품질을 측정하는 척도이다. 형광 현미경, 망원경 또는 광학 현미경과 같은 비간섭 이미징 시스템에서 이미지 형성 프로세스는 이미지 강도가 선형이며 선형계 이론으로 설명된다. 이는 두 물체 A와 B가 비간섭 이미징 시스템에 의해 동시에 이미징될 때 결과 이미지가 독립적으로 이미징된 물체의 합과 동일하다는 것을 의미한다. 즉, 광자의 비상호작용 특성으로 인해 A의 이미징은 B의 이미징에 영향을 받지 않으며 그 반대의 경우도 마찬가지이다. 공간 불변 시스템, 즉 이미징 공간의 모든 곳에서 PSF가 동일한 시스템에서 복잡한 객체의 이미지는 해당 객체와 PSF의 합성곱이다. PSF는 회절 적분으로부터 파생될 수 있다.

## 같이 보기
- 에어리 원반
- 현미경